# Xestocephalus ryukyuensis
Xestocephalus ryukyuensis är en insektsart som beskrevs av Kamitani 2005. Xestocephalus ryukyuensis ingår i släktet Xestocephalus och familjen dvärgstritar. Inga underarter finns listade i Catalogue of Life.